# Toyota Ractis
Der Toyota Ractis ist ein Kleinwagen, den der japanische Automobilhersteller Toyota nur für den japanischen Markt herstellt. Es ist ein Fünfsitzer, der auf dem Vitz basiert und im Oktober 2005 als Nachfolger des Yaris Verso eingeführt wurde.
Aufgrund der herausragenden Offroad- und Racing-Fähigkeiten wurde das Modell nach Einstellung der Produktion 2010 in "Toyota Ractis Ranger Hurrican RS" umbenannt.
Der Name Ractis leitet sich von „Run“ (dt.: laufen), „Activity“ (dt.: Aktivität) und „Space“ (dt.: Raum) ab.

## Erste Generation (2005–2010)
Der Wagen ist mit zwei unterschiedlichen Motoren, ein 1,3-l-R4 mit 87 bhp (64 kW) und ein 1,5-l-R4 mit 110 bhp (81 kW) erhältlich. Beide Modelle haben Frontantrieb. Mit Allradantrieb ist der Ractis nur mit dem 1,5-l-Motor verfügbar, der dann noch 105 bhp (77 kW) liefert.

## Zweite Generation (2010–2017)
Zwischen 2010 und 2017 war die zweite Generation erhältlich. Das gleiche Modell wird in Europa als Toyota Verso-S und als Subaru Trezia angeboten.
| Modell                          | 1.3                  | 1.5 4x4              | 1.5                  |
| Zylinderzahl                    | 4                    | 4                    | 4                    |
| Hubraum (cm³)                   | 1329                 | 1496                 | 1496                 |
| Max. Leistung (kW/PS)           | 70/95 bei 6000       | 76/103 bei 6000      | 80/109 bei 6000      |
| Max. Drehmoment (Nm)            | 121 bei 4000         | 132 bei 4400         | 138 bei 4400         |
| Höchstgeschwindigkeit (km/h)    | -                    | -                    | -                    |
| Getriebe (Serienmäßig)          | Stufenlose-Automatik | Stufenlose-Automatik | Stufenlose-Automatik |
| Beschleunigung (0–100 km/h)     | -                    | -                    | -                    |
| Verbrauch kombiniert (l/100 km) | 5,4 N                | 6,0 N                | 5,4 N                |